# Kerstin Pflieger
Kerstin Pflieger, Pseudonym Julia Corbin, (* 1980 in Neuss) ist eine deutsche Schriftstellerin.

## Leben
Als Tochter begeisterter Surfer war Pflieger mit ihrer Familie viel unterwegs, was sie als Grund für ihre heutige Autorentätigkeit sieht. "Durch die teilweise mehrere Tausend Kilometer langen Fahrten verbrachte ich sehr viel Zeit mit Lesen und entdeckte meine Liebe zum geschrieben Wort." Mit 9 Jahren begann sie ebenfalls mit Windsurfen, und schrieb etwa zeitgleich ihre ersten Geschichten.
Nach ihrem Studium der Biologie arbeitete sie u. a. für ein Institut zur biologischen Stechmückenbekämpfung.
Kerstin Pflieger wird durch die Literatur-Agentur Thomas Schlück vertreten.
2011 erschien ihr Debüt Die Alchemie der Unsterblichkeit bei Goldmann, der als Urban Fantasy oder Fantasykrimi bezeichnet wird; die Autorin selbst wünschte einen Roman, der "auf einen übermäßigen Gebrauch von Blut und Innereien verzichtete und trotzdem schauerlich war" mit einer Kriminalhandlung zu schreiben.
Der Nachfolgeband erscheint im Dezember 2011; über ihr drittes Buchprojekt sind noch keine genaueren Informationen öffentlich; fest steht nur, dass Pflieger sich einem neuen Subgenre der Phantastik zuwenden wird.
Auf ihrem Blog begann Pflieger im April 2011 eine Serie mit Schreibtipps, postet Rezensionen zu Büchern oder Filmen und Neuigkeiten über ihre Werke.
Unter dem Pseudonym Julia Corbin veröffentlichte sie 2017 ihren ersten Thriller Die Bestimmung des Bösen, 2018 folgte Das Gift der Wahrheit. Beide Bücher spielen in Mannheim.

## Werke
Die Atmosphäre des Filmes Sleepy Hollow von Tim Burton inspirierte Kerstin Pflieger zu ihrem Romandebüt. Obwohl das Vorbild des Ichabod Crane für Pfliegers Hauptfigur Icherios Ceihn unverkennbar ist, hat die Autorin mit dessen Vergangenheit und einem Geheimnis eine unabhängige, eigenständige Figur geschaffen; durch die Erfindung einer „Kanzelley zur Inspektion unnatürlicher Begebenheiten“ als Ceihns Arbeitgeber setzt sie sich endgültig von dem Vorbild ab.
Des Weiteren bedauerte sie, dass "der düstere, blutsaugende und mordende Vampir etwas in Vergessenheit geriet. Da mich Vampire seit meiner Teeniezeit und den Büchern von Anne Rice, bzw. dem Film „Interview mit einem Vampir“ faszinieren, entschloss ich mich, meine eigene Interpretation dieser Geschöpfe auf Papier zu bannen", so dass in ihrem Buch Vampire von einer dem aktuellen Trend entgegengesetzten Seite geschildert werden.
Großen Wert legte die Autorin zudem auf Recherche: Die Alchemie der Unsterblichkeit spielt zu Beginn 1771 in Karlsruhe, zur Zeit der großen Hungersnot, und wechselt schließlich an einen fiktiven Ort. Bei den dort geschilderten Ereignissen konnte die Autorin ihr Fachwissen im Bereich Biologie und Chemie für die Themen Leichensektionen und Alchemie nutzen.

## Veröffentlichungen

### Icherios Ceihn
- Die Alchemie der Unsterblichkeit, Goldmann Verlag, Juni 2011, ISBN 978-3-442-47483-7, 352 S.
- Der Krähenturm, Goldmann Verlag, Dezember 2011, ISBN 978-3-442-47679-4, 480 S.

### Sternenseelen
- Wenn die Nacht beginnt – Sternenseelen 01, Goldmann Verlag, Mai 2013, ISBN 978-3-442-47707-4, 416 S.
- Solange die Nacht uns trennt – Sternenseelen 02, Goldmann Verlag, November 2013, ISBN 978-3-442-47706-7, 352 S.

### Thriller
- Die Bestimmung des Bösen, Diana Verlag, 2017, ISBN 978-3-453-35934-5
- Das Gift der Wahrheit, Diana Verlag, 2018, ISBN 978-3-453-35977-2

## Auszeichnungen
- 2012 Deutscher Phantastik Preis, Bestes Romandebüt, Die Alchemie der Unsterblichkeit[11]

### Rezensionen (Auswahl)
- Phantastik-Couch.de
- Phantastiknews.de
- ciao.de
- Blog Leselurch

### Interviews (Auswahl)
- Interview des Hausverlages
- Interview mit phantastik-couch.de
- Interview mit splashbooks.de
- Interview auf dem Blog "Verlorene Werke"